# Barbalhoa
Barbalhoa är ett släkte av steklar. Barbalhoa ingår i familjen bracksteklar.
Kladogram enligt Catalogue of Life:
| Barbalhoa | \| \| Barbalhoa contophleba \| \| \| \| \| \| Barbalhoa licina \| \| \| \| |
|           | \| \| Barbalhoa contophleba \| \| \| \| \| \| Barbalhoa licina \| \| \| \| |
|           | Barbalhoa contophleba                                                      |
|           |                                                                            |
|           | Barbalhoa licina                                                           |
|           |                                                                            |